# Aron Warner
Aron Warner (* 20. Jahrhundert) ist ein US-amerikanischer Filmproduzent und Synchronsprecher, der 2002 mit einem Oscar ausgezeichnet wurde.

## Karriere
Warners Karriere im Filmgeschäft begann 1984 als Produktionsassistent bei dem Film Choose Me – Sag Ja. Als Filmproduzent trat er 1991 in Erscheinung, als er in dieser Tätigkeit für den Film Freddy’s Finale – Nightmare on Elm Street 6 verantwortlich war. Seit seinem Einstieg bei DreamWorks war als Filmproduzent für die Werke Antz, welches 1998 veröffentlicht wurde, sowie Shrek – Der tollkühne Held, welches 2001 veröffentlicht wurde, verantwortlich. Für letztgenannte Beteiligung erhielt Warner bei der Oscarverleihung 2002 einen Oscar in der Kategorie bester Animationsfilm. Des Weiteren war Warner für die Fortsetzungen ebenfalls als Produzent bzw. Executive Producer verantwortlich, wobei er seit dem zweiten Teil die Stimme des Wolfs spricht und zum dritten Teil das Drehbuch verfasste.

## Filmografie (Auswahl)
- 1991: Freddy’s Finale – Nightmare on Elm Street 6 (Freddy’s Dead: The Final Nightmare)
- 1995: Tank Girl
- 1998: Antz
- 2001: Shrek – Der tollkühne Held (Shrek)
- 2004: Shrek 2 – Der tollkühne Held kehrt zurück (Shrek 2)
- 2007: Shrek der Dritte (Shrek the Third)
- 2007: Shrek – Oh du Shrekliche (Shrek the Halls, Kurzfilm)
- 2010: Für immer Shrek (Shrek Forever After)
- 2013: Free Birds – Esst uns an einem anderen Tag (Free Birds)
- 2014: Manolo und das Buch des Lebens (The Book of Life)
- 2021: Der Wunschdrache (Wish Dragon)